# Reinstorf

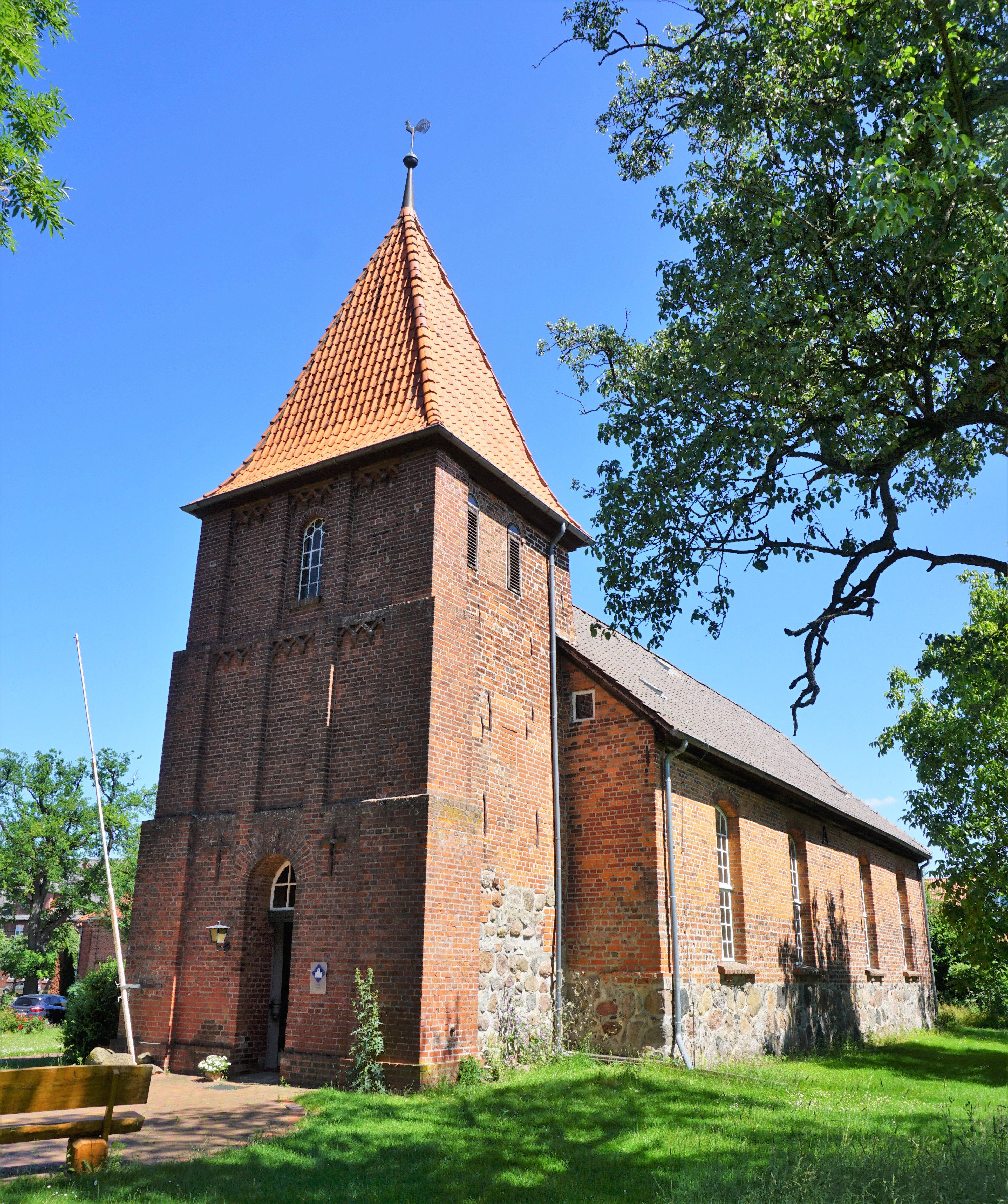
St.-Vitus-Kirche in Reinstorf

Reinstorf ist eine Gemeinde und ein Dorf in der Samtgemeinde Ostheide im Landkreis Lüneburg in Niedersachsen.

## Geografische Lage
Reinstorf liegt rund zwölf Kilometer östlich von Lüneburg in Niedersachsen. Nachbardörfer sind Wendhausen, Holzen und Horndorf, Sülbeck, Neu Wendhausen und Neu Sülbeck, die Ortsteile der Gemeinde Reinstorf sind. Eigenständige Nachbargemeinden sind Barendorf, Vastorf, Thomasburg und Neetze aus der Samtgemeinde Ostheide sowie die Samtgemeinde Scharnebeck und die Hansestadt Lüneburg.

## Geschichte
Reinstorf besteht seit fast 900 Jahren, denn bereits am 27. September 1124 wurden der Ort und die St.-Vitus-Kirche in einer Urkunde des Papstes Calixt II. als Bestätigung des Besitzes des Klosters Rastede im Oldenburgischen genannt.
Der Ort war bis in die 1960er Jahre mit der Kirche und der Schule, einem Arzt, drei Gastwirtschaften und zahlreichen Handwerksbetrieben Zentralort der umliegenden Dörfer, die alle zum Kirchspiel Reinstorf gehören.
Seit etwa dem Jahr 2000 hat sich das Dorfbild gewandelt. Einige Bauernhöfe haben den Betrieb aufgegeben. Die Schule, zwei der drei Dorfkneipen, die Kaufmannsläden, die Sparkasse und die Post existieren nicht mehr. Geblieben sind als soziale Mittelpunkte des Dorfes die St.-Vitus-Kirche (geweiht dem Nothelfer St. Veit) samt Pfarrhaus und dem St. Vitus Generationenhaus des Vereins für Heimatpflege e. V., der Schützenverein Hubertus-Reinstorf und Umgebung mit dem großen Vereinsheim und der Schießsportanlage, die Freiwillige Feuerwehr und der Sportverein.
Der Wirtschaftskreis Reinstorf e. V. bemüht sich zusätzlich zu den verbliebenen Handwerks- und Gastronomiebetrieben, die Wirtschaft durch Werbung und Veranstaltungen zu beleben.
In den 1980er Jahren wurde das Hausnummernsystem durch Straßennamen und neue Hausnummern ersetzt.
Im Westen des Dorfes ist im Jahr 2003 ein Neubaugebiet mit 16 Häusern entstanden. Im Jahr 2013 wurden rechtzeitig zur 888-Jahr-Feier im Rahmen der Dorferneuerung die Straßenbauarbeiten mit der Erneuerung der Kanalisation in großen Teilen des Ortes abgeschlossen.
Im Gemeindegebiet gibt es einige vorgeschichtliche Grabanlagen. Das Großsteingrab Reinstorf liegt südlich der B 216. Das Großsteingrab Holzen liegt ca. 500 m nördlich des Ortes Holzen in der Nähe der Verkitteten Sande siehe Liste der Naturdenkmale im Landkreis Lüneburg. Die Hünenbetten bei Horndorf liegen nördlich des Ortes Horndorf, ca. 1000 m östlich von Reinstorf.

## Eingemeindungen
Am 1. März 1974 wurden die Gemeinden Holzen, Horndorf und Wendhausen eingegliedert.

## Politik
Die Gemeinde Reinstorf gehört zum Landtagswahlkreis 48 Elbe und zum Bundestagswahlkreis 38 Lüchow-Dannenberg – Lüneburg.

### Gemeinderat
Der Rat der Gemeinde Reinstorf setzt sich aus elf Mitgliedern zusammen. Die Ratsmitglieder werden durch eine Kommunalwahl für jeweils fünf Jahre gewählt.
Bei der Kommunalwahl 2021 ergab sich folgende Sitzverteilung:
| Gemeinderat 2021Insgesamt 11 Sitze - SPD: 2 - Grüne: 1 - DLR: 2 - CDU: 6 |

## Kultur und Sehenswürdigkeiten
- Die St.-Vitus-Kirche in Reinstorf wurde 1059 erbaut und gilt damit als eines der ältesten kirchlichen Bauwerke im Landkreis Lüneburg. Die Backsteinkirche enthält eine sehenswerten Altarwand direkt hinter dem Altartisch. Neben der Kirche stehen auch die Friedhofskapelle am Ortsrand und einige Hofanlagen im Ortskern unter Denkmalschutz.
- Die heutige Petri-Kirche im Ortsteil Wendhausen entstand vor allem durch Umbaumaßnahmen im 19. Jahrhundert. Die Backsteinkirche enthält zum Teil Feldsteinmauerwerk des Vorgängerbaus.

## Wirtschaft und Infrastruktur
An der Hauptstraße wurde um 1990 ein Bauernhof zu einem Hotel umgestaltet. Dort finden regelmäßig Tagungen und Schulungen statt.
Es gibt dreimal täglich eine Busverbindung nach Lüneburg.

## Söhne und Töchter der Stadt
- Joachim Möller (* 1953), Wirtschaftswissenschaftler

## Personen in Verbindung mit der Gemeinde
- Elfriede Rotermund (* 1884; † 1966), lebte 1911 als Elfriede Schönhagen im Pastorenhaus in Reinstorf
- Gustav Rabeler (* 1900; † 1957), Landwirt in Reinstorf, Landtagsabgeordneter der SRP
- Ulrich Fischer (1949–2020), Theologe; lebte bis 1953 als Sohn des Lehrers in Reinstorf
- Martin Wagener (* 1970), Politikwissenschaftler
- Melanie Walter (* 1973), Politikerin (SPD), aufgewachsen in Reinstorf